# Диплер

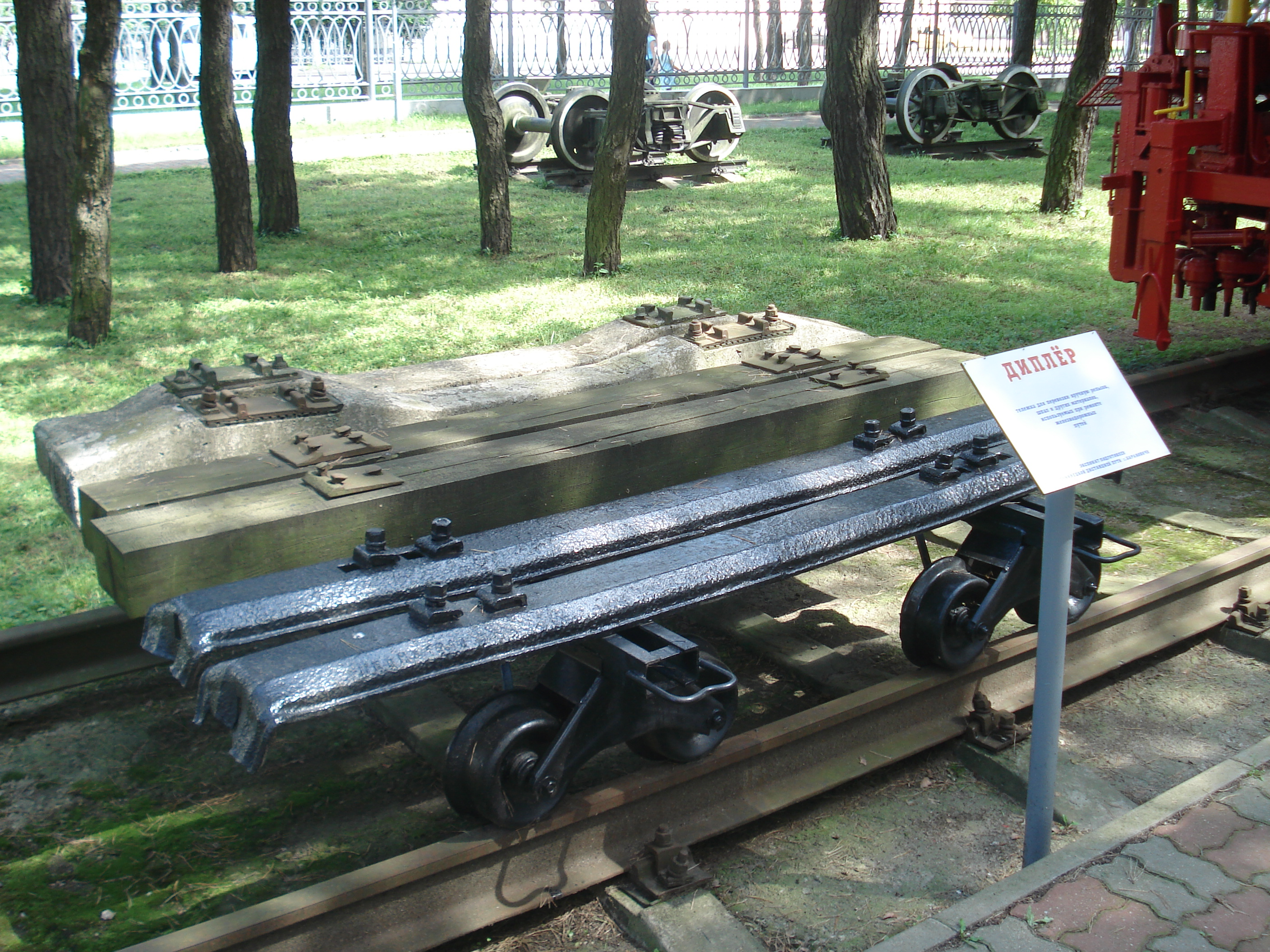
Диплер в Барановицькому музеї залізничної техники

Ди́плер — один із різновидів дворейкових колійних візків. Як й інші різновиди візків, він не має двигуна і переміщується вручну. Призначається для ручного перевезення рейок, шпал, інших матеріалів та шляхових інструментів під час ремонту та поточного утримання залізничної колії.